# Музика — масам
Музика — масам — радянський український журнал.

## Історія
Видавали з 1928 по 1930 рік у Харкові щомісяця (у 1931 році виходив під назвою — «Музика мас»). Попередник — журнал «Музика», наступник — журнал «Радянська музика». 
Голова редколегії — М. Христовий, його заступник — П. Козицький. До редакції також вхожили Н. Бабічев (завідувач культвідділу ВУРПС), О. Філіпов (від ЦК ЛКСМУ) та Ю. Ткаченко (секретар редакційної колегії).
Орган управління мистецтв Наркомосу, культвідділу ВЦРПС, ЦК ЛКСМУ, ВУТОРМ.

## Опис
Містив статті з питань музичного життя УРСР, СРСР, закордону, організації музичної роботи в клубах, школах та побуті, вказівки й поради, матеріали для самоосвіти, листування, музичні розваги. Публікували також офіційні документи й постанови. Вміщували нотні додатки та рубрики: «Уваги до нотних додатків», «Бібліографія й нотографія», «Хроніка музичної творчості», «Музичні твори, дозволені до виконання вищим музичним комітетом при НКО УСРР». Подавали докладний аналіз друкованої літератури з погляду художньої значимості її музичного змісту, прикладних та культурних цінностей. Друкували музичні твори українських композиторів 1920-х років, що не були опубліковані раніше.
Журнал виходив у харківському видавництві «Радянське село», яке також випускало журнали «Селянка України», «Сільський театр», «Молодняк» і «Червона преса». Його основним завданням, відповідно, стала допомога в організації масової музичної роботи в регіонах: друкувалися короткі освітні статті для «простих людей, а також партитури хорів тощо. Стала рубрикація: «Передова», «Вказівки, поради й довідки», «Трибуна музкора», «Матеріали для самоосвіти», «З музичного життя» (про композиторів-ювілярів та пам’ятні дати). Також були нотні додатки й розважальна сторінка (публікували дружні шаржі й музичний гумор).
За оцінкою О. В. Бугаєвої, «Музика — масам» як друкований орган ВУТОРМ'у продовжував надалі залишатися популярним виданням, орієнтованим на масового читача, відтворюючи музично-культурне життя селянських та робітничих мас, публікуючи музичні твори, розраховані на масове виконання, залучаючи до співпраці широкий музкорівський актив з метою надання інформації про музичну культуру навіть найвіддаленішим місцям республіки.

## Значення
Місячник є одним з основних джерел інформації про українську музичну культуру і зокрема про видання музичних творів того часу. Аналіз матеріалів журналу проводили через складання електронної бази даних і пошук бібліографічної інформації про нотні видання 1924—1930 років. Дослідження журналу (2014) дозволило ввести у науковий обіг понад 60 видань музичних творів 20-х років, що не були зареєстровані у жодному бібліографічному покажчику. Також за допомогою журналу вдалося віднайти інформацію про твори деяких тогочасних композиторів, встановити авторів музики і слів кількох пісень, що раніше друкували без зазначення авторства. Крім того, за даними журналу можна дізнатися про масив вокальних творів українських композиторів зазначеного періоду, який не був надрукований, залишився в рукописах.
У кожному номері журналу подавалися два—три нотних додатки, що містили раніше «ніде не друковані музичні твори кращих сучасних композиторів». Усього за три роки існування журналу було надруковано 117 музичних творів (у 1928 році — 24 твори, у 1929 році — 37 і у 1930 році — 56 творів).
Журнал став чи не єдиним джерелом інформації про деяких композиторів, як-от Д. Ярошенко, Ів. Лисенко, П. Леонтьєв, Г. Манілов, Б. Шишкін.